# Hoffmann 2 CV Cabrio

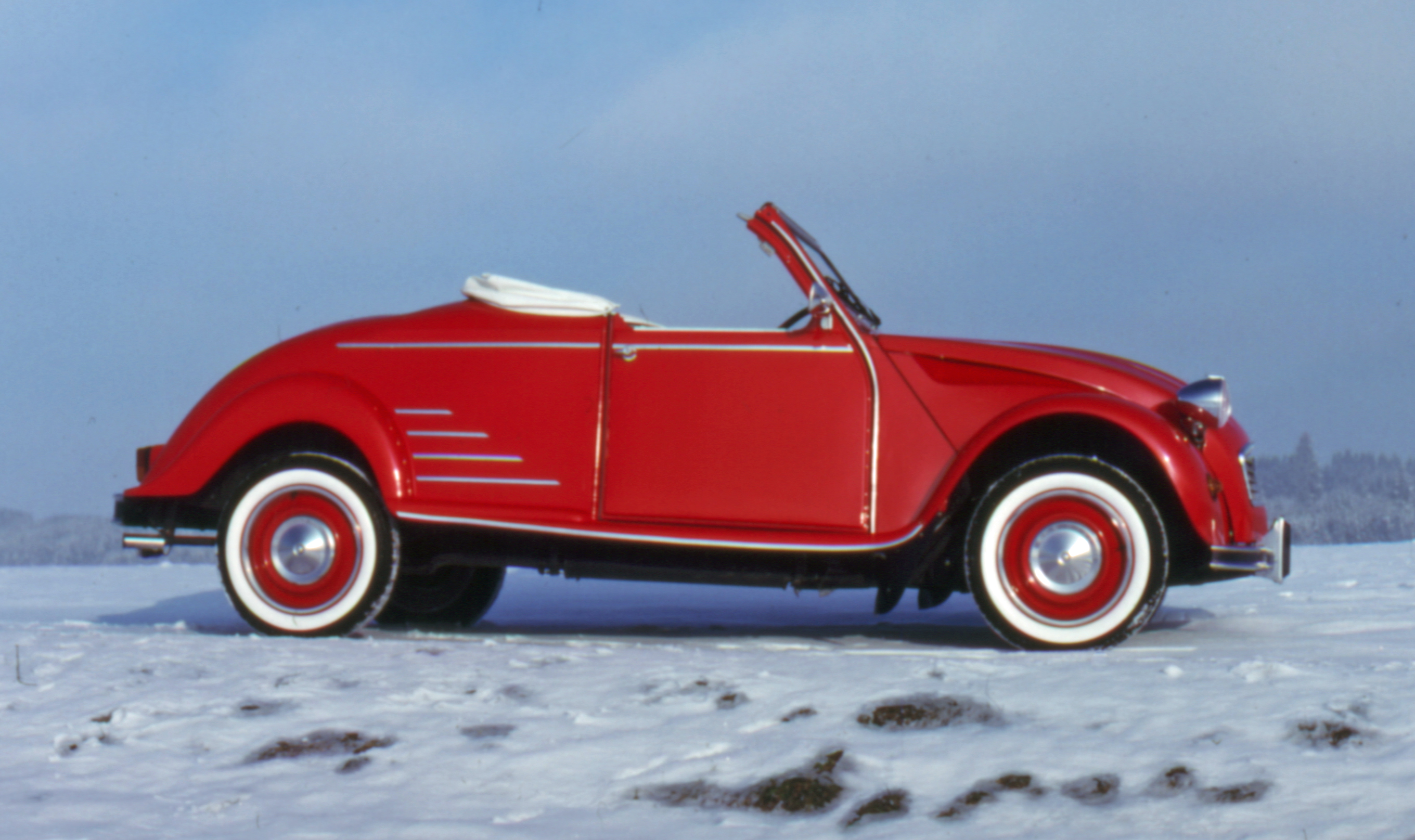
Hoffmann 2 CV Cabrio

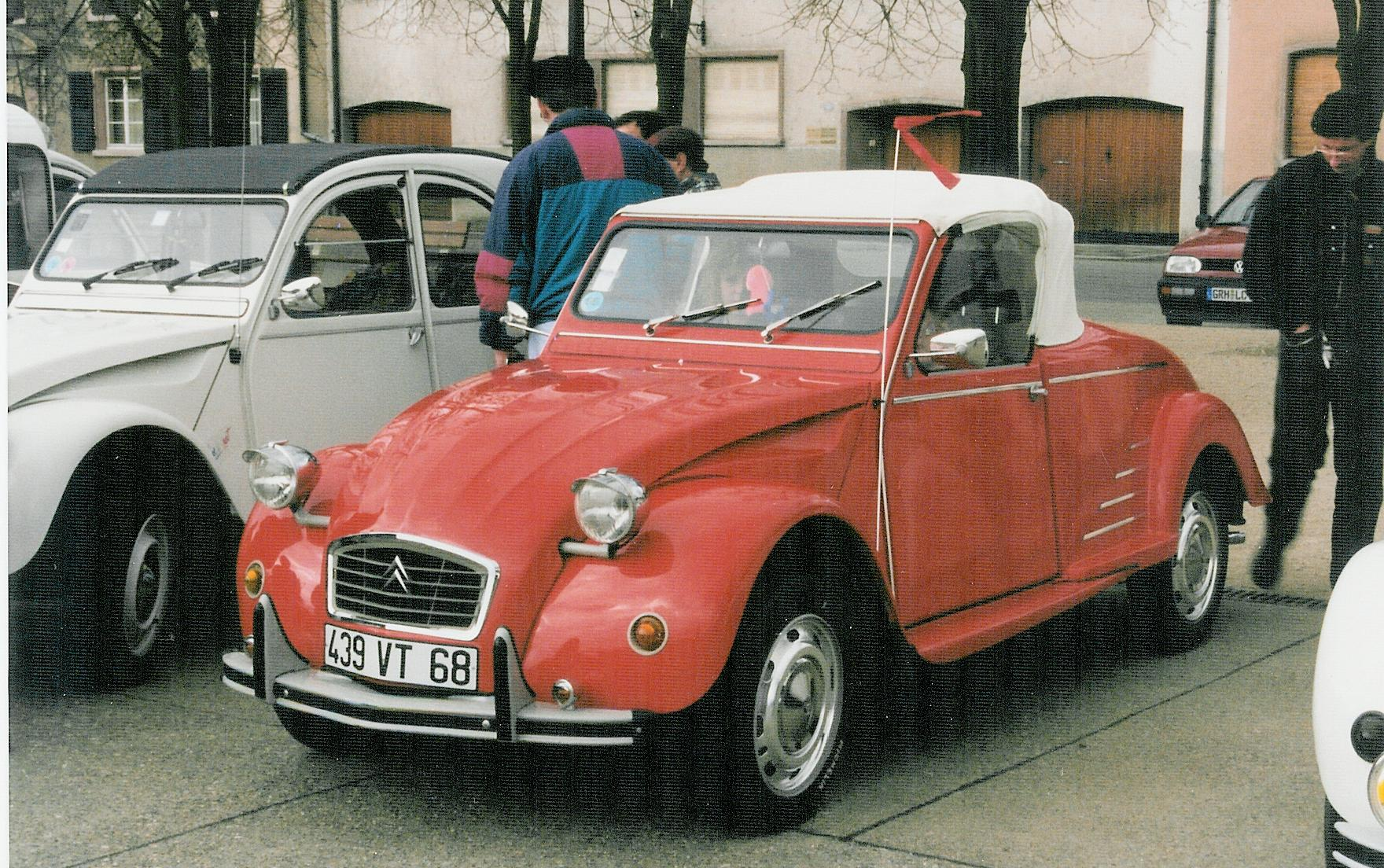
Une vue de trois-quarts face et capoté

La Hoffmann 2 CV Cabrio est une voiture en kit basée sur la plateforme de la Citroën 2CV dont elle conserve le châssis et l'avant de la carrosserie d'origine. Wolfgang Hoffmann, un ancien concessionnaire Citroën allemand, et son fils Felix, ont développé en 1988 le design et les premiers prototypes à Hohenfurch, en Haute-Bavière.

## Présentation
Le kit contient un élément de carrosserie en fibre de verre renforcé de plastique avec cadre en acier qui reprend tout l'arrière du véhicule, et deux fenêtres latérales, un toit souple, la porte de la malle arrière et toutes les vis nécessaires, boulons, charnières, etc.
Le produit a été pensé pour être assemblé par le propriétaire de la voiture. Si on recense aujourd'hui environ 1 700 cabriolets Hoffmann en Europe, principalement en Allemagne et en France, au moins 250 véhicules ont été produits dans les ateliers de Hohenfurch[réf. nécessaire].
La société produit également des pièces de rechange pour la Citroën 2 CV, et d’autres Citroën de types A-, comme un châssis en acier inoxydable et des éléments de carrosserie en fibre de verre. D'autres kits pour 2 CV existent, comme un kit break, un kit pick-up et un kit Limousine.